# Crkva sv. Marije (Bochum)
Crkva Sv. Marije (njem. Pfarrkirche St. Marien) bila je katolička župna crkva u Bochumu. Nalazi se u Humboldtstraße u općini Bochum-Mitte. Neogotički toranj od cigle visok je 70 metara. Položaj tornja označava početak širenja Bochuma na zapad u vrijeme industrijskog procvata grada. Crkva je građena od 1868. do 1872. prema nacrtima arhitekta Gerharda Augusta Fischera.
Tijekom Drugoga svjetskog rata 12. i 13. lipnja 1943., u noći na Duhove, na crkvu je pala granata te nanijela crkvi ozbiljna oštećenja i izazvala požar, zbog kojega je dio crkve izgorio. 4. studenoga 1944. na crkvu je ponovo pala bomba, no ovaj put je cijela crkva bila razorena do temelja.
1951. odlučeno je da se napravi rekonstrukcija objekta. Glavnu riječ vodio je arhitekt Kurt Hubert Vieth, koji nije doživio njezino posvećenje 3. listopada 1953. 2000. su se počele voditi rasprave o mogućem zatvaranju crkve. U svibnju 2000. javnost je bila upoznata s činjenicom da je najbolje srušiti crkvu i pretvoriti ju u neki drugi javni objekt. Počele su se voditi rasprave i zasjedanja o mogućnostima preoblikovanja crkve u starački dom. U vrijeme rasprava crkva je već bila zatvorena, a vitraji s prozora bili su uklonjeni. U velikoj mjeri su također bili uništeni vrlo vrijedni zidni mozaici. Mnogi povjesničari umjetnosti tvrdili su da se na drukčiji način mogao provesti projekt javnoga objekta, ne uništavajući kulturno dobro. U međuvremenu, zgrada je bila prepuštena propadanju.
Bochum je u sklopu projekta RUHR 2010. izradio planove o mogućoj restauraciji pojedinih predmeta i crkvenih spisa tj. proveo je plansku dokumentaciju. Nekadašnja tržnica ispred crkve danas je parkiralište, a u skoroj budućnosti se najavljuje gradnja glazbenoga centra u Bochumu, gdje bi bio smješten i Bochumski simfonijski orkestar, koji je u ovoj crkvi održao i nekoliko koncerata.